# Wakō, Saitama
Wakō (和光市 Wakō-shi) là một thành phố thuộc tỉnh Saitama, Nhật Bản.